# 卢切拉
卢切拉（義大利語：Lucera），是意大利福贾省的一个市镇。总面积338.64平方公里，人口34659人，人口密度102.3人/平方公里（2009年）。ISTAT代码为071028。